# Diphucephala laticeps
Diphucephala laticeps är en skalbaggsart som beskrevs av Macleay 1886. Diphucephala laticeps ingår i släktet Diphucephala och familjen Melolonthidae. Inga underarter finns listade i Catalogue of Life.